# Valetudo (maan)
Valetudo, ook bekend als Jupiter LXII en oorspronkelijk bekend als S/2016 J 2, is een maan van Jupiter. Hij werd ontdekt door Scott S. Sheppard en zijn team in gegevens die in 2016 werden verworven door de 6,5-m Magellan-Baade telescoop van het Las Campanas Observatorium, maar werd pas op 17 juli 2018 aangekondigd via een Minor Planet Electronic Circular van het Minor Planet Center, waarin ook de ontdekking van negen andere Jupiter-manen werd gemeld.  Naast gegevens van Las Campanas werd in de oorspronkelijke aankondiging ook verwezen naar gegevens die waren verkregen door de 8,1-m Gemini North telescoop - van het Mauna Kea-observatorium - evenals de 4,0-m reflector van het Cerro Tololo Inter-American Observatory. 

## Kenmerken
Valetudo heeft een diameter van ongeveer 1 km en draait in een baan rond Jupiter op een afstand van ongeveer 19 miljoen kilometer. Zijn omloopbaan heeft een inclinatie van 34 graden en een excentriciteit van 0,222. Hij heeft een prograde baan die bijna anderhalf jaar duurt, maar hij kruist paden met verschillende andere manen die retrograde banen hebben en kan daar in de toekomst mee in botsing komen.

## Naam
De maan werd voorlopig aangeduid als S/2016 J 2 tot hij in 2018 zijn naam kreeg. De naam Valetudo ('Gezondheid') werd ervoor voorgesteld als onderdeel van de aankondiging, naar de Romeinse godin van gezondheid en hygiëne (een Latijnse vertaling van het Griekse Hygieia 'Gezondheid') en een achterkleindochter van de god Jupiter. De naam werd op 3 oktober 2018 goedgekeurd door de IAU Working Group for Planetary System Nomenclature.